# Rena dugesii
Espèce
Synonymes
- Catadon dugesii Bocourt, 1881
- Leptotyphlops humilis dugesi (Bocourt, 1881)
- Rena humilis dugesii (Bocourt, 1881)

Rena dugesii est une espèce de serpents de la famille des Leptotyphlopidae.

## Répartition
Cette espèce est endémique du Mexique. Elle se rencontre au Sonora, au Sinaloa, au Jalisco et au Colima.

## Publication originale
- Bocourt, 1881 : Recherches Zoologiques pour servir à l'Histoire de la Faune de l'Amérique Centrale et du Mexique. Mission Scientifique au Mexique et dans l'Amérique Centrale, Recherches zoologiques. Part 2, sect. 1. in Duméril, Bocourt & Mocquard, 1870-1909, Études sur les reptiles p. 1-1012.